# Leucobryum fouta-djalloni
Leucobryum fouta-djalloni är en bladmossart som beskrevs av Jean Édouard Gabriel Narcisse Paris och Jules Cardot 1902. Leucobryum fouta-djalloni ingår i släktet Leucobryum och familjen Dicranaceae. Inga underarter finns listade i Catalogue of Life.